# 그녀는 요술쟁이
《그녀는 요술쟁이》(영어: Bewitched)는 2005년 공개된 미국의 판타지 로맨틱 코미디 영화이다.

## 줄거리
최근 경력상 힘든 시기를 보내고 있는 영화계 스타 잭은 인기 회복을 꿈꾸며 1960년대 시트콤 "아내는 요술쟁이"의 리메이크에 출연하기로 한다. 무명 신인이 마녀인 아내 서맨사 역을 맡길 바라는 잭은 우연히 서점에서 만난 이저벨을 오디션에 적극 밀어붙여 출연을 성사시킨다. 이저벨이 진짜 마녀라는 사실을 모른 채.

## 출연
- 니콜 키드먼 - 이저벨 비글로 / 서맨사 스티븐스 역
- 윌 페럴 - 잭 와이엇 / 대린 스티븐스 역
- 셜리 맥클레인 - 아이리스 스미스슨 / 엔도라 역
- 마이클 케인 - 나이절 비글로 역
- 제이슨 슈워츠먼 - 리치, 잭의 에이전트 역
- 크리스틴 체노웨스 - 마리아 켈리, 이웃 역
- 헤더 번스 - 니나, 이웃 역
- 짐 터너 - 래리 역
- 스티븐 콜베어 - 스튜 로빈슨 역
- 데이비드 앨런 그리어 - 짐 필즈 역
- 마이클 배덜루코 - 조이 프롭스 역
- 케이티 피너런 - 실라 와이엇 역
- 닉 러셰이 - 쿨리 역
- 케이트 월시 - 너딘 역
- 빅터 윌리엄스 - 제임스 브라이언 경관 역
- 캐럴 셸리 - 클래라 이모 역
- 스티브 커렐 - 아서 삼촌 역
- 에이미 시데리스 - 글래디스 크래비츠 역
- 리처드 카인드 - 애브너 크래비츠 역
- 에드 맥맨 - 본인 역
- 코넌 오브라이언 - 본인 역
- 제임스 립턴 - 본인 역

## 기타 제작진
- 배역: 프랜신 메이즐러
- 미술: 닐 스피색
- 의상: 메리 조프리스